# Condado de Clinton (Nueva York)
El condado de Clinton (en inglés: Clinton County) fundado en 1788 es un condado en el estado estadounidense de Nueva York. En el 2000 el condado tenía una población de 79,894 habitantes en una densidad poblacional de 30 personas por km². La sede del condado es Plattsburgh.Se encuentra en el extremo nordeste del estado.

## Geografía
Según la Oficina del Censo, el condado tiene un área total de 2896 km² (1118,1 mi²), de la cual 2691 km² (1039,0 mi²) es tierra y 205 km² (79,2 mi²) (7.04%) es agua.

### Condados adyacentes
- Condado de Grand Isle, Vermont - este
- Condado de Chittenden, Vermont - sureste
- Condado de Essex, Nueva York - sur
- Condado de Franklin, Nueva York - oeste
- Municipio regional de condado de Le Haut-Richelieu, Quebec - norte
- Municipio regional de condado de Le Haut-Saint-Laurent, Quebec - norte
- Municipio regional de condado de Les Jardins-de-Napierville, Quebec - norte

## Demografía
En el 2000 la renta per cápita promedia del condado era de $37,028, y el ingreso promedio para una familia era de $45,732. En 2000 los hombres tenían un ingreso per cápita de $33,788 versus $25,520 para las mujeres. El ingreso per cápita para el condado era de $17,946 y el 13.90% de la población estaba bajo el umbral de pobreza nacional.

## Localidades
La siguiente tabla muestra a los 14 pueblos del condado de Clinton, una ciudad, villas y lugares designados por el censo (CDP) o conocidas como aldeas, ubicados dentro de esos pueblos.
| Pueblos                | Ciudades               | Villas                  | Aldeas o CDP                                              |
| ---------------------- | ---------------------- | ----------------------- | --------------------------------------------------------- |
| Altona (3,160)*        |                        |                         | Altona                                                    |
| Au Sable (3,015)       |                        | Keeseville              |                                                           |
| Beekmantown (5,326)    |                        |                         |                                                           |
| Black Brook (1,660)    |                        |                         | Au Sable Forks                                            |
| Champlain (5,791)      |                        | Champlain, Rouses Point |                                                           |
| Chazy (4,181)          |                        |                         |                                                           |
| Clinton (727)          |                        |                         | Churubusco                                                |
| Dannemora (5,149)      |                        | Dannemora               | Lyon Mountain                                             |
| Ellenburg (1,812)      |                        |                         |                                                           |
| Mooers (3,404)         |                        |                         | Mooers                                                    |
| Peru (6,370)           |                        |                         | Peru                                                      |
| Plattsburgh (11,190)   |                        |                         | Cumberland Head,*** Morrisonville, Parc, Plattsburgh West |
|                        | Plattsburgh** (18,816) |                         | Redford                                                   |
| Saranac (4,165)        |                        |                         | Morrisonville                                             |
| Schuyler Falls (5,128) |                        |                         | West Chazy                                                |

* Población según el censo de los Estados Unidos de 2000

**La ciudad de Plattsburgh está rodeada por el pueblo de Plattsburgh, pero no forma parte de ella.

*** Algunos residentes de Cumberland Head desean crear su propia municipalidad, pero Cumberland Head permanece dentro de la jurisdicción del pueblo de Plattsburgh, pero no es una villa o pueblo.